# Rivella
Rivella is een Zwitserse koolzuurhoudende frisdrank die gedeeltelijk uit wei wordt gemaakt. Wei is een restproduct van de kaasfabricage.

## Herkomst
Rivella werd in 1951 in Zwitserland herontdekt door Robert Barth (1922-2007), naar een recept dat afkomstig is uit de erfenis van een bioloog. De drank kan beschouwd worden als de nationale frisdrank van Zwitserland met een marktaandeel van 15% (2013). Het is slechts op een beperkt aantal andere West- en Midden-Europese markten verkrijgbaar. Na Zwitserland is Nederland de belangrijkste afzetmarkt.

## Nederland

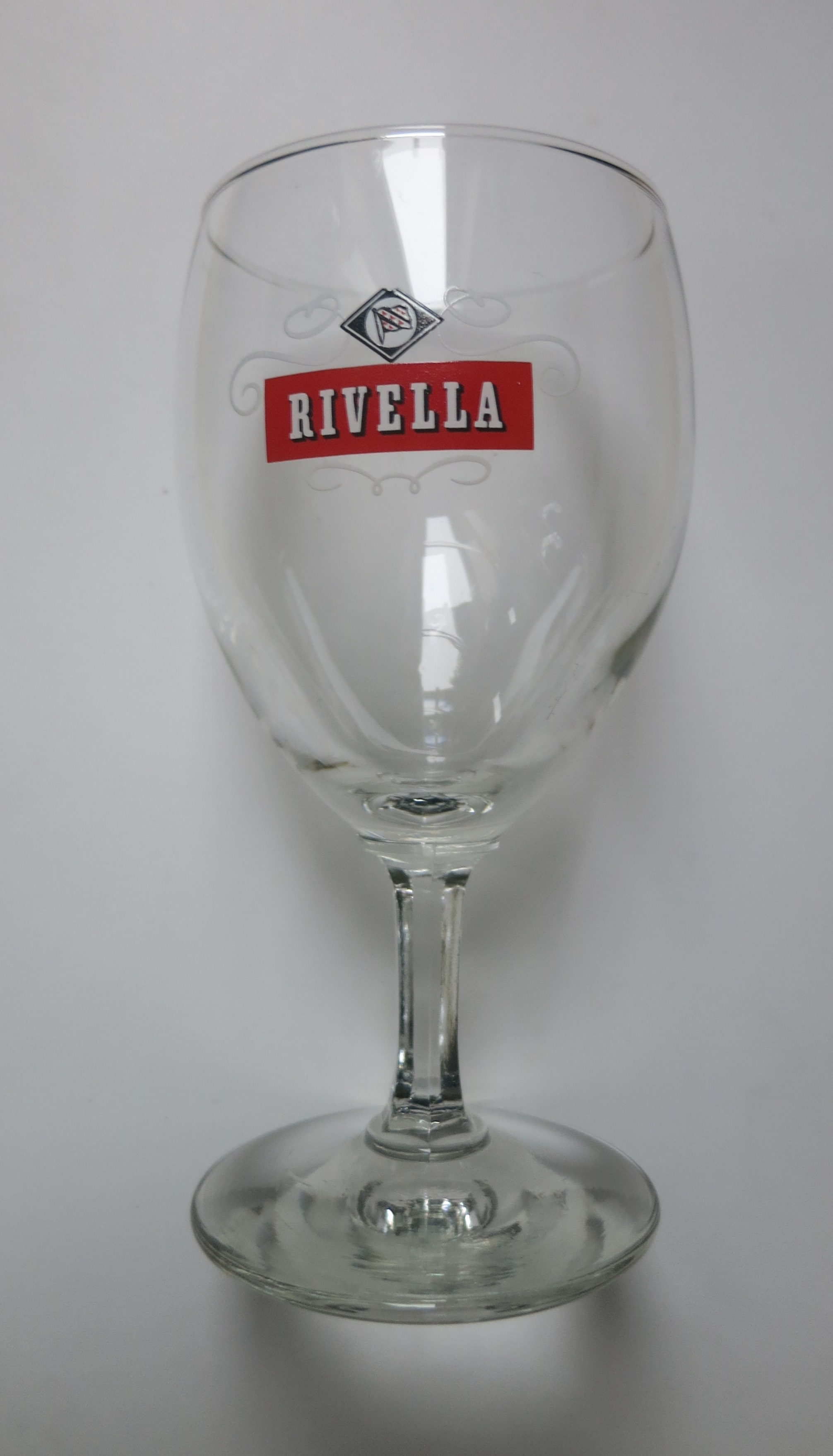
Met een langlopende spaaractie (december 1958 t/m april 1961) voor dit soort glazen wist Rivella in Nederland een trouwe groep consumenten te verwerven

De frisdrank wordt sinds 1957 in licentie in Nederland gemaakt, aanvankelijk door de Coöperatieve Condensfabriek Friesland, die in Rivella een manier zag om het restproduct wei te gelde te maken. Voor de productie van Rivella werd een bottellijn opgezet in de voormalige Lijempf-fabriek in Wolvega, die op 13 juni 1957 officieel in gebruik werd genomen.
Lange tijd was Rivella in Nederland verkrijgbaar in twee varianten: de gewone suikerhoudende variant met een rood etiket en een suikervrije variant die kunstmatige zoetstoffen bevat en een blauw etiket heeft. In de volksmond werden deze varianten aangeduid als Rivella Rood en Rivella Blauw. De suikervrije versie, geïntroduceerd in 1958, is door CCF zelf ontwikkeld naar aanleiding van een verzoek hiertoe van de suikerpatiënten-vereniging uit Wolvega.
In 1984 besloot CCF de productie van Rivella en andere frisdranken te staken. Nieuwe licentiehouder werd Vrumona in Bunnik. Deze frisdrankproducent besloot alleen verder te gaan met het product Rivella Blauw. Onder de nieuwe naam Rivella Light vindt deze frisdrank vanaf 1985 niet langer alleen aftrek onder diabetici, maar ook onder consumenten die "aan de slanke lijn doen".
Om het merk Rivella ook bij nieuwe consumentengroepen ingang te doen vinden, werden in de 21ste eeuw nieuwe varianten op de markt gebracht. Zo is in 2005 een variant met groenethee-extracten (Rivella Green Tea)  geïntroduceerd, gevolgd door een variant met cranberrysap (Rivella Cranberry) in 2015. In 2017 werden een aantal koolzuurvrije smaakvarianten aan het assortiment toegevoegd, maar deze varianten worden sinds februari 2020 niet meer geproduceerd.

## Reclame
Een televisiecommercial die in 1972 bij veel andere frisdrankproducenten in het verkeerde keelgat schoot, was die waarin demonstratief getoond werd wat het verschil was tussen gewone frisdrank en suikervrije Rivella, namelijk drie-en-half suikerklontje per glas. Vanaf 1990 bediende Rivella zich een aantal jaren van de reclameslogan Een beetje vreemd, maar wel lekker. Deze slogan, bedacht door reclamebureau PPGH/JWT, wist zich min of meer los te zingen van het product Rivella en wordt sindsdien ook wel als zegswijze gehanteerd voor andere producten of gerechten met een eigenaardige smaak. In 2014 werd fotomodel Doutzen Kroes gestrikt voor een Rivella-televisiecommercial met als boodschap Naturel is wel zo lekker! Daarop won Rivella in augustus 2014 de derde prijs in de Kletsmajoor Award van de Consumentenbond. De frisdrank beweerde namelijk uitsluitend met natuurlijke ingrediënten te zijn bereid, terwijl er drie kunstmatige zoetstoffen in zaten.